# Cipriano Folgueras Doiztúa
Cipriano Folgueras Doiztúa és un escultor asturià, nascut a Oviedo, Principat d'Astúries, Espanya a 1863. Va morir amb 48 anys a Madrid el gener de 1911. És considerat, malgrat la seva mort prematura un dels més destacats escultors del naturalisme espanyol de finals del segle xix. Es pot considerar com la seva obra més coneguda l'estàtua sedent del fundador de la Universitat d'Oviedo Don Fernando de Valdés y Salas, la qual se situa al pati del seu edifici històric, realitzat a 1908 per commemorar el tercer centenari de la Universitat d'Oviedo.
Va estudiar a l'Acadèmia de Belles Arts de Sant Salvador, d'Oviedo. Des de molt jove va comptar amb beques per formar-se com escultor, així, amb quinze anys va ser pensionat en dues ocasions per la Diputació d'Oviedo per completar la seva formació, primer a l'Escola de Belles Arts de Madrid, on va ser deixeble de Jeróni Suñol i José Gragera; i després a l'Acadèmia Espanyola de Belles Arts de Roma. Després dels seus estudis va residir durant un temps a París, França.
Quan va tornar a Espanya, va establir a Madrid la seva residència, sent nomenat professor a l'Escola de Belles Arts de Madrid de la secció de Pintura, Escultura i Gravat, a 1903, arribant a ocupar la càtedra de modelatge en la mateixa Escola.

## Activitat artística

### Exposicions i medalles

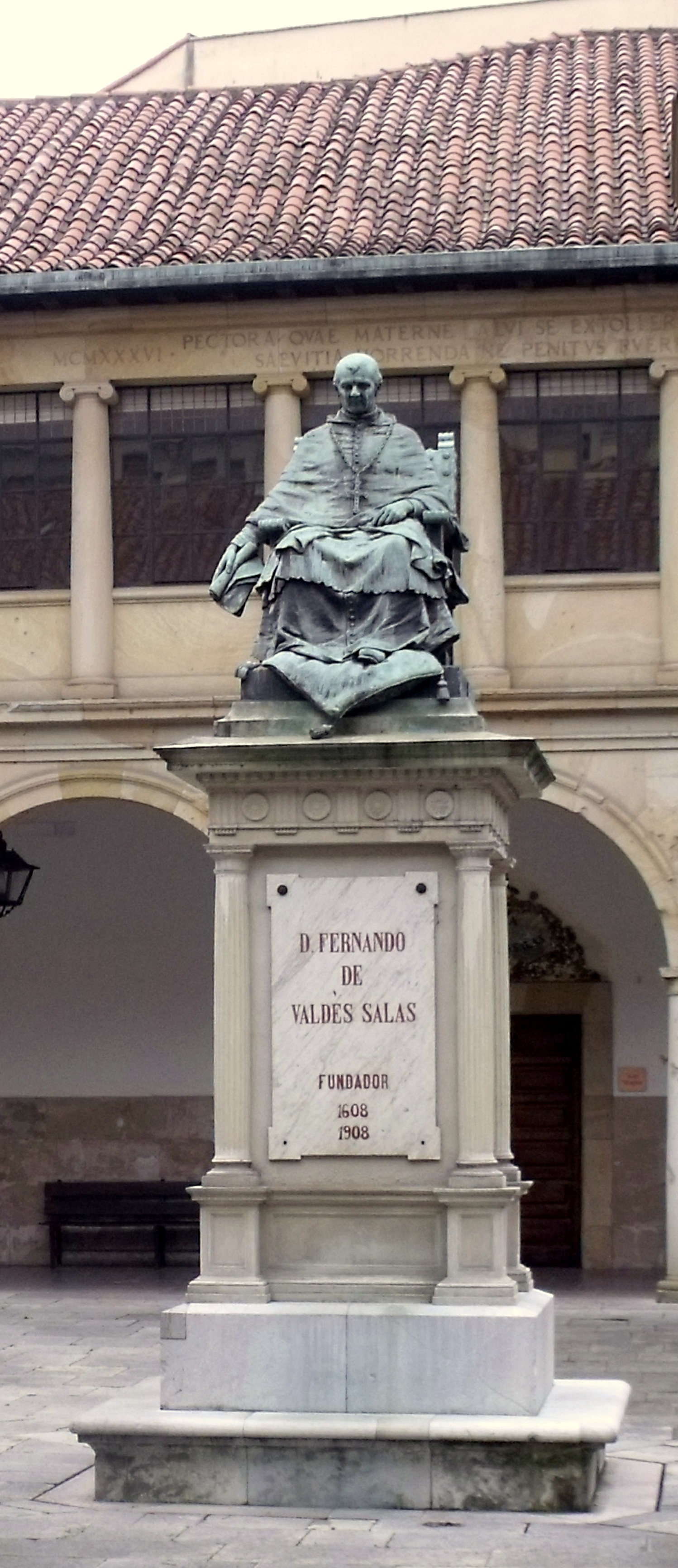
Estàtua de Fernando Valdés Salas a la Universitat d'Oviedo.

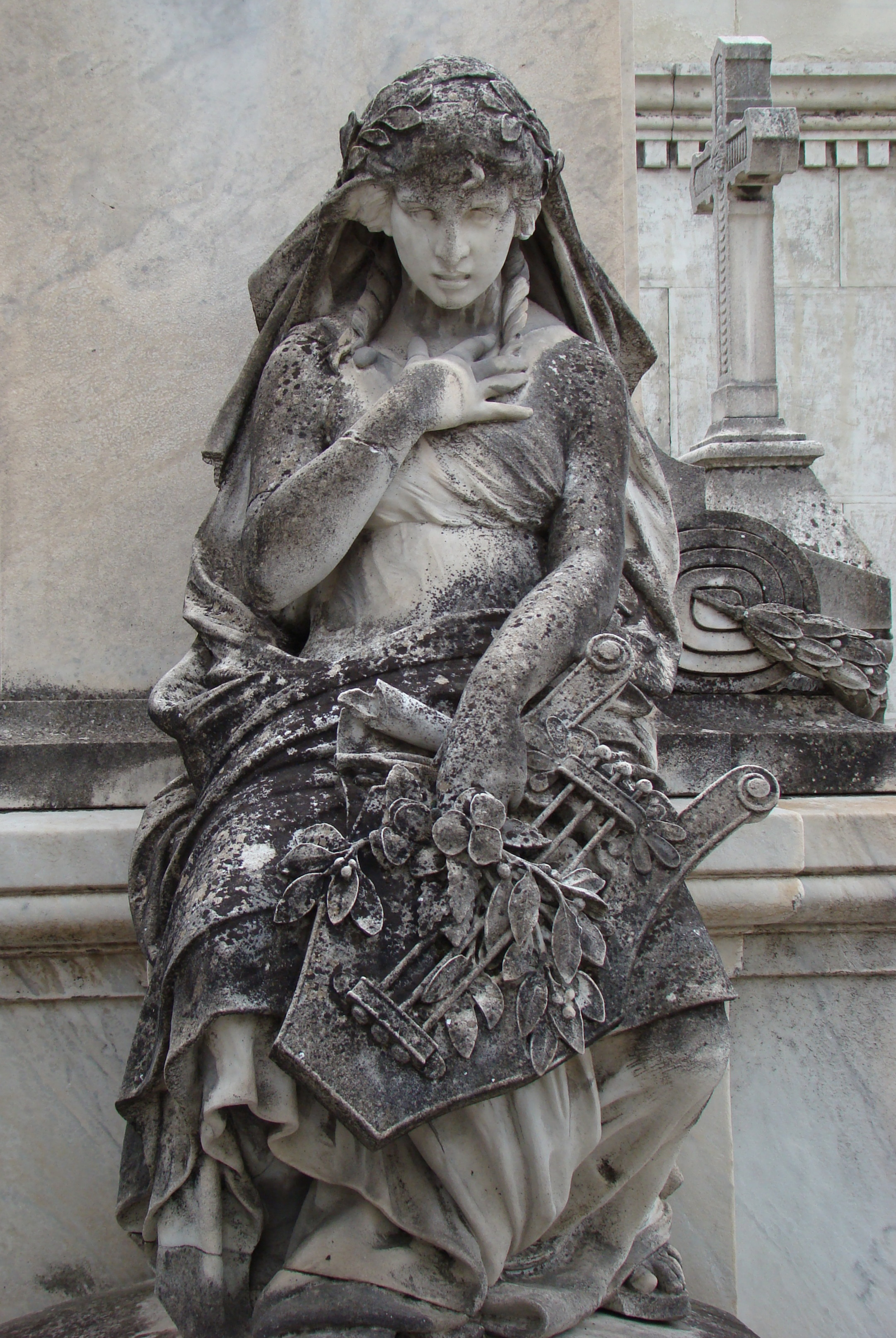
Estàtua al mausoleu de Ramón de Campoamor al cementiri de San Justo, Madrid.

- 1884:  Exposició Nacional de Belles Arts, es va presentar quan comptava amb 21 anys i els va fer amb el seu grup “Orestes perseguido por las Furias”, obtenint una tercera medalla.[1][2][3]
- 1890:  Exposició Nacional de Belles Arts, en aquesta ocasió va guanyar segona medalla amb “Los primeros pendientes”.[1][2][3]
- 1893: Exposició Universal de Chicago, en la qual va obtenir una medalla més.[1][2][3]
- 1895:  Exposició Nacional de Belles Arts, aconseguint en aquest certamen la primera medalla amb la seva obra "El sacamuelas". Aquest triomf li va valer la fama de ser "el més destacat dels escultors asturians del seu temps".[1][2][3]
- 1900:  Exposició Universal de París, en què va arribar a aconseguir la segona medalla.[1][2][3]

### Principals obres
Cipriano Folgueras es va especialitzar en la realització de panteons de les famílies més benestants de la seva època. Va ser autor del Panteó de fra Ceferino González, que va estar situat a l'església dels dominics d'Ocaña, fins al moment de la seva desaparició; també va realitzar el monument a Fernando Villaamil de 1911, situada al parc Vicente Loriente de Castropol (Astúries). Es poden destacar en la seva producció, entre d'altres:.
- Estàtua de Fernando Valdés Salas situada a l'edifici històric de la Universitat d'Oviedo.[1][2][3]
- Panteons de les família Masaveu, Longoria, dels marquesos de Sant Joan de Neva, al cementiri d'Avilés.[1][2][3]
- Estàtues al·legòriques de la “Tragedia y Comedia” al Teatre Campoamor.[1][2][3]
- Estàtua i al·legories del monument a Fernando Villaamil, a Castropol.[1][2][3]
- Monument dedicat a Santander a les víctimes del "Cabo Machichaco".[1][2][3]
- Monument la "Patria" per al grandiós erigit a Alfons XII al Retiro de Madrid.[1][2][3]
- L'estàtua "Celta o astur". que representa la figura del primitiu habitant d'Oviedo, i que va acabar sent adquirit per al Saló d'Actes de la Diputació d'aquesta ciutat.[1][2][3][5]
- El grup Jesús discutint amb els doctors.[1][2][3]
- Medalló d'homenatge a Teodoro Cuesta.[1][2][3]
- Bust de la Marquesa Vega de Anzo.[1][2][3]
- Estàtua de Manuel Pedregal, en Grau.[1][2][3]
- Al Museu del Prado conserven una escultura seva que representa una dona asseguda, vestida amb àmplies sayas, fent pessigolles a un nen nu que té a la falda.[4]
- Estàtua de Don Pelayo a Gijón.[5]
- Estàtua que decora el monument commemoratiu de la catàstrofe de Machichaco a Santander.[5]
- Sepultura del Cardenal Ceferino González per al convent dominicà de Ocaña.[5]

Quan va morir el seu amic i escultor Agustí Querol, va dirigir els treballs que es realitzaven en Barcelona, de la Columna del Centenari de la Independència de Guayaquil; però es va produir la seva mort de manera intempestiva en 1911, sense haver finalitzat aquesta, pel que va ser necessari que la responsabilitat de la finalització de l'obra repercutís en un altre escultor, aquesta vegada Josep Montserrat i Portella, qui va aconseguir el seu objectiu al maig de 1914.